# 2010年度電視節目欣賞指數調查
2010年度電視節目欣賞指數調查，本年度的頒獎禮已停辦。

## 結果

### 最高欣賞指數電視節目
- 第一位：　火速救兵（香港電台）
- 第二位：　鏗鏘集（香港電台）
- 第三位：　巾幗梟雄之義海豪情（無綫電視）
- 第四位：　反斗英語（香港電台）
- 第五位：　2010香港政情大事回顧（香港電台）
- 第六位：　星期二／日檔案（無綫電視）
- 第七位：　愛回家（香港電台）
- 第八位：　霎時感動（無綫電視）
- 第九位：　香港歷史系列II（香港電台）
- 第十位：　新聞透視（無綫電視）
- 第十一位：沒有牆的世界（香港電台）
- 第十二位：黃金歲月（香港電台）
- 第十三位：2010國際博弈大事回顧（香港電台）
- 第十四位：一念之間（香港電台）
- 第十五位：回首2009系列（亞洲電視）
- 第十六位：感動香港（亞洲電視）
- 第十七位：醫生與你（香港電台）
- 第十八位：華人移民史（香港電台）
- 第十九位：由1967開始（無綫電視）
- 第二十位：「春回蜀地」 - 四川大地震兩周年（香港電台）

### 電視新聞財經報道整體欣賞指數
- 第一位：有線電視
- 第二位：無綫電視
- 第三位：now寬頻電視
- 第四位：亞洲電視
- 第五位：香港寬頻bbTV

### 全年最高平均欣賞指數
- 第一位：香港電台
- 第二位：有線電視
- 第三位：無綫電視
- 第四位：亞洲電視

## 外部連結
- 2010年度電視欣賞指數調查官方網頁（页面存档备份，存于）